# Blitzenrod
Blitzenrod is een plaats in de Duitse gemeente Lauterbach (Hessen), deelstaat Hessen, en telt 680 inwoners.